# Kommunalwahlen in Burundi 2010
Die Kommunalwahlen in Burundi 2010 fanden am 24. Mai 2010 im zentralafrikanischen Burundi statt und endeten nach einem engagierten Wahlkampf mit Versammlungen und Umzügen mit einem weithin angezweifelten Ergebnis von über 70 % der abgegebenen Stimmen für die Regierungspartei National Council for the Defense of Democracy – Forces for the Defense of Democracy (NCDD–FDD). Der von der Opposition behauptete Wahlbetrug bei dieser Wahl führte dazu, dass die wichtigsten Oppositionsparteien die im selben Jahr stattfindenden Parlaments- und Präsidentschaftswahlen boykottierten.

## Durchführung der Wahlen und Vorwürfe der Opposition
An den Kommunalwahlen beteiligte sich das gesamte Parteienspektrum des Landes. 6900 Wahllokale waren eingerichtet worden. Ein engagiert geführter Wahlkampf unter breiter Anteilnahme der Bevölkerung, in dem der Burundis Geschichte immer wieder bestimmende Konflikt zwischen Hutu und Tutsi kaum eine Rolle spielte, weckte Hoffnungen auf einen fairen und demokratischen Wahlgang. Selbst die radikale, tustifeindliche Hutu-Partei Palipehutu-FNL, die sich noch zur sogenannten Hutu-Power bekannte, hatte sich an den Wahlen beteiligt.
Chaotische Zustände in den Wahllokalen und Vorwürfe der Opposition, dass es weit mehr Wähler gegeben habe, als im Wählerverzeichnis eingetragen waren, machten diese Hoffnung jedoch zunichte. Wahlbeobachter der Europäischen Union, die in landesweit 15 Teams in den 6900 Wahllokalen präsent waren, hatten die Wahlen trotz der von ihren Teams festgestellten Unregelmäßigkeiten wenige Tage nach der Wahl als "im Großen und Ganzen" korrekt bezeichnet. Eine Einschätzung, die von der Regierungspartei als Legitimation häufig zitiert wurde. Allerdings drückten die Wahlbeobachter im Widerspruch dazu in ihrem Abschlussdossier ihr Bedauern über einen "möglichen Wandel Burundis zum Einparteienstaat" aus.

## Offizielle Ergebnisse
- NCDD–FDD: 70 %
- Forces Nationales de Libération (FNL):14,15 %
- Union für den nationalen Fortschritt (UPRONA): 6,25 %[1]

## Folgen der Wahl
Wichtigstes Ergebnis der Wahlen waren nicht die offiziell verkündeten Stimmenzahlen, sondern die Reaktion der oppositionellen Parteien, die sich bereits kurz nach Schließung der Wahllokale zu einem Bündnis namens Demokratische Allianz für den Wandel (ADC) zusammenschlossen und erfolglos die Wiederholung der Wahl verlangten. Anschließend boykottierte die Opposition die beiden landesweite Wahlen des Jahres 2010 in Burundi, die damit zu Scheinwahlen wurden.